# Высокогорская
Высокого́рская (до переименования в 1972 году — Кенцухе, Кинцуха) — горная река в Кавалеровском районе Приморского края России.
Длина — 50 км, площадь бассейна — 528 км².
Берёт своё начало на главном водоразделе хребта Сихотэ-Алинь у горы Шоссейная (высота 954 м), вблизи перевала Высокогорский (высота 675 м).
В верховьях в долине реки расположен посёлок Высокогорск.
Течёт параллельно автодороге Осиновка — Рудная Пристань, пересекая её перед пос. Горнореченский, за посёлком пересекает трассу Р447.
Ниже пос. Горнореченский (примерно 1 км) впадает слева в реку Зеркальная (основной приток), причём Зеркальная до впадения имеет длину около 20 км.
В летнее время часты паводки, вызываемые в основном интенсивными продолжительными дождями.
Основные притоки впадают справа: реки Пиритная и Мирная, ручьи Маршрутный, Беляевский и Сухой Ключ; слева впадают только малые ручьи.